# Mesopolobus joulei
Mesopolobus joulei är en stekelart som först beskrevs av Girault 1924.  Mesopolobus joulei ingår i släktet Mesopolobus, och familjen puppglanssteklar. Inga underarter finns listade.